# Pterolophia fuscodiscalis
Pterolophia fuscodiscalis là một loài bọ cánh cứng trong họ Cerambycidae.